# Остин, Джон Лэнгшо
Джон Лэнгшо Остин (англ. John Langshaw Austin; 26 марта 1911 года, Ланкастер — 8 февраля 1960 года, Оксфорд) — британский философ языка, один из основателей философии обыденного языка. Внёс вклад в разработку теории речевого акта. Профессор Оксфорда, член Британской академии (1958).

## Биография
Сын архитектора.
Окончил оксфордский Баллиол-колледж, где учился в 1929—1933 годах. Затем там же, в Оксфордском университете, сделал карьеру: в 1933—1935 годах — в Олл-соулз-колледже, в 1935—1939 годах — в Модлин-колледже.
В годы Второй мировой войны служил в MI6.
С 1952 года и до конца жизни профессор философии (en:White's Professor of Moral Philosophy) в Крайст-Чёрч-колледже.
В 1955 году посетил США, где познакомился с Ноамом Хомским. В 1956—1957 годах председатель Аристотелевского общества (Aristotelian Society).
Остин умер в возрасте 48 лет от рака легких.

## Философия
В основе философской концепции Остина лежит мысль о том, что главной целью философского исследования является прояснение выражений обыденного языка. Он подверг критике фундаментализм факта (который отстаивал Альфред Айер), поскольку никогда нельзя быть уверенным в своих же собственных ощущениях. Прилагательное «истинный», по Остину, не должно применяться ни к предложениям, ни к суждениям (propositions), ни к словам. Истинными являются высказывания (statements). Другая проблема, находившаяся в центре внимания Остина, — это возможность познания «чужих сознаний» и его отражение в языке. Остин считает, что вера в существование сознания других людей естественна; обоснований требует сомнение в этом.
Кроме того, язык не просто описывает реальность, но и влияет на неё посредством перформативных высказываний, таковых как обещание, предупреждение или приказание. Единый речевой акт представляется Остину как трехуровневое образование:
- локутивный акт — Речевой акт в отношении к используемым в его ходе языковым средствам. Предмет семантики.
- иллокутивный акт — Речевой акт в отношении к поставленной цели и ряду условий (вопрос, ответ, информирование, уверение, предупреждение, назначение, критика). Предмет прагматики. Перформативное высказывание в отношении говорящего.
- перлокутивный акт — Речевой акт в отношении к своим результатам. Предмет риторики. Перформативное высказывание в отношении слушающего.

## Публикации на русском
- Остин Дж. Л. Слово как действие. — В кн.: Новое в зарубежной лингвистике. Вып. XVII. — М., 1986;
- Остин Дж. Л. Чужое сознание. — В кн.: Философия, логика, язык. М., 1987; англ. Other Minds, 1953
- Остин Дж. Л. Избранное. — М., 1999; Истина, Как совершать действия при помощи слов, Смысл и сенсибилии, Чужое сознание
- Остин Дж. Л. Три способа пролить чернила. Философские работы. — СПб., 2006
- Аналитическая философия: Избранные тексты / Сост., вступ. ст. и коммент. А. Ф. Грязнова. — М.: Изд-во МГУ, 1993: Значение слова
- Остин Дж. Истина на портале «Философия в России»